# Theodor af Callerholm

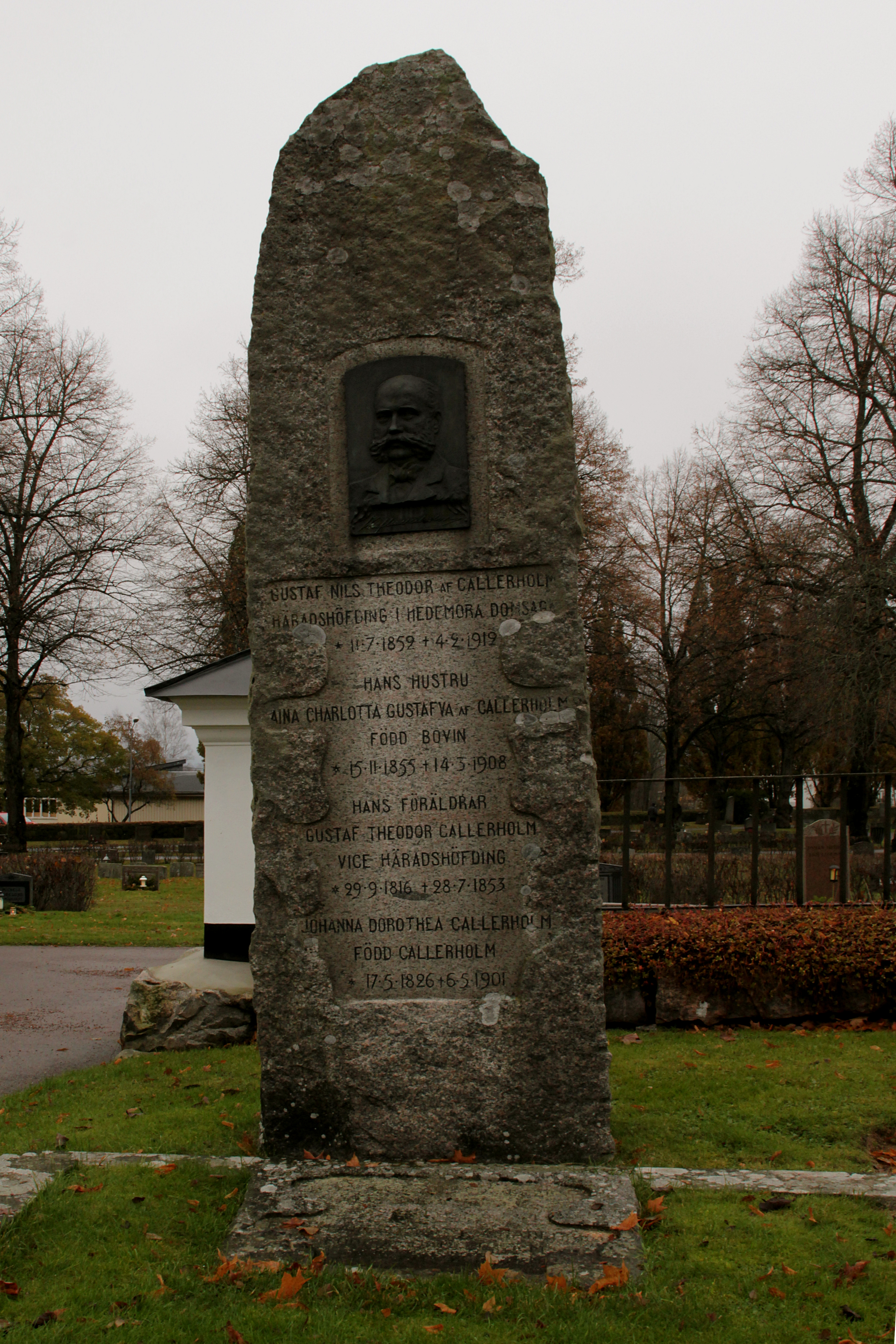
Theodor af Callerholms gravsten på Hedemora kyrkogård.

Gustaf Nils Theodor af Callerholm (i riksdagen kallad af Callerholm i Hedemora), född 11 juli 1852 i Hedemora, död 4 februari 1912 i Stockholm, var en svensk jurist och politiker (liberal). Han var måg till häradshövdingen och riksdagsmannen Johan Bovin, sonson till överste Jonas Gustaf af Callerholm och dotterson till dennes bror, häradshövdingen och borgmästaren Nils Callerholm. Han var den siste i ätten af Callerholm, som adlades 1819. 
af Callerholm, som var son till en vice häradshövding, blev juris utriusque kandidat vid Uppsala universitet 1877 och gjorde därefter domstolskarriär. Han var häradshövding i Hedemora domsaga från 1890 till sin död. I Hedemora var han även ledamot av 1883–1912 av stadsfullmäktige och dess ordförande 1894–1912. Han var likaså ledamot av Kopparbergs läns landsting 1901–1911 och dess ordförande 1905–1911.
af Callerholm var riksdagsledamot i andra kammaren från 1900 till sin död (fram till 1911 för Falu, Hedemora och Säters valkrets och år 1912 för Kopparbergs läns östra valkrets). I riksdagen tillhörde han Liberala samlingspartiet. Han var bland annat ordförande i konstitutionsutskottet 1912 och andra kammarens vice talman 1910–1912. Som riksdagsledamot engagerade han sig bland annat i rättsfrågor.